# Phylica insignis
Phylica insignis är en brakvedsväxtart som beskrevs av Neville Stuart Pillans. Phylica insignis ingår i släktet Phylica och familjen brakvedsväxter. Inga underarter finns listade i Catalogue of Life.